# Justiniano Allende Posse
Justiniano Allende Posse (Córdoba, 12 de noviembre de 1886 - Buenos Aires, 26 de mayo de 1980) fue un ingeniero argentino, primer director de la Dirección Nacional de Vialidad, e impulsor del sistema de rutas nacionales.

## Biografía
Justiniano Allende Posse nació en el seno de una familia tradicional cordobesa, del matrimonio formado por Pedro Lucas Allende Cáceres y Teresa Catalina Posse Armaza, el 12 de noviembre de 1886. Era bisnieto del militar Faustino Allende por parte de su padre y nieto de Justiniano Posse, gobernador de Córdoba entre 1862 y 1863, por parte de su madre.
Realizó sus estudios primarios y secundarios en el Colegio Nacional de Montserrat. Egresó de la Facultad de Ciencias Exactas de la Universidad Nacional de Córdoba con el título de ingeniero civil en 1908. Fue profesor de matemáticas en el Colegio Nacional de Monserrat, y durante varios años trabajó en los ferrocarriles dependientes del Ministerio de Obras Públicas. En 1912 fundó su propia empresa de construcciones, al frente de la cual llevó adelante obras civiles de variadas características; entre ellas, construyó el Palacio de Justicia de la ciudad de Córdoba. También se dedica a obras privadas y públicas de menor porte. 
Su primer trabajo en el Estado es en la Administración General de Ferrocarriles, donde conoce a Pablo Nogués, a la sazón compañero de estudios de Agustín P. Justo en la Universidad de Buenos Aires. Fue nombrado ministro de Obras Públicas en el gobierno de facto de la provincia de Tucumán en 1931, y al año siguiente ocupó el mismo cargo en su provincia natal durante los gobiernos de Emilio Olmos y de Pedro J. Frías.
Fue el primer administrador de la Dirección Nacional de Vialidad, creada por la ley 11.658 durante el gobierno del general ingeniero Agustín P. Justo, y ocupó ese cargo hasta su renuncia en marzo de 1938, con la asunción a la presidencia de Roberto M. Ortiz. Fue uno de los autores del construcción de rutas nacionales, que logró que en doce años se pasara de 2 000 a 30 000 km de rutas nacionales. Contó con un generoso presupuesto, de poco menos de 60 millones de pesos para los años 1932 a 1934, que fue aumentado a casi 70 millones para los dos años siguientes. Inauguró el Día del Camino, con la colocación de un monolito en la Plaza de los Dos Congresos, en Buenos Aires, que marcaba el kilómetro 0 del ambicioso plan de rutas nacionales que encaró. Entre las obras que alcanzó a terminar se cuentan la ruta nacional 5 entre Mercedes y Chivilcoy, los puentes sobre los ríos Salado y Samborombón de la ruta nacional 2, varios tramos de la ruta nacional 11, rutas entre Paraná, Concordia, Villaguay y Gualeguaychú, la mayor parte del cruce internacional a Chile por Las Cuevas, el puente sobre el río Quinto junto a Villa Mercedes, el primer puente carretero sobre el río Chubut, la ruta de Neuquén a Zapala y el tramo entre Comandante Luis Piedrabuena y Río Gallegos.
Tras su renuncia en 1938 fue presidente de la Corporación de Transportes de la Capital Federal, a la que había criticado duramente, a pedido del expresidente Justo. Estuvo en el cargo hasta el golpe de Estado del 4 de junio de 1943.
Luego del golpe de Estado de 1943, Allende Posse ingresó a participar en la política nacional. Afiliado al Partido Demócrata Nacional, Allende Posse fue un duro crítico del gobierno de facto del general Edelmiro Farrell, del que Juan Domingo Perón era el hombre fuerte. Participó de la Marcha de la Constitución y la Libertad de septiembre de 1945. 
Para las elecciones de 1946, Allende Posse fue candidato a senador nacional por el PDN en Córdoba, junto a José Heriberto Martínez, pero no fue electo. 
Durante el gobierno de Juan Domingo Perón se dedicó a la historiografía, y en 1956 publicó Los dos federalismos. Volvió a ocupar el cargo de administrador de Vialidad Nacional durante la Revolución Libertadora, entre 1956 y 1958.
En 1963 volvió a ser candidato a senador nacional por el Partido Demócrata de la Capital Federal pero no fue electo.
Años más tarde integró la Academia Nacional de Ciencias Económicas, y en 1971, junto a otros ingenieros como Alberto Costantini, Francisco Gabrielli, Luis María Gotelli y Luis M. Ygartúa, fundó la Academia Nacional de Ingeniería, de la cual fue el primer presidente.
Falleció en la Ciudad de Buenos Aires en 1980. Estaba casado con Angelina Pinto, con quien había tenido tres hijos. La autopista que une la ciudad de Córdoba con Villa Carlos Paz lleva el nombre de este ingeniero.